# 国铁I级
I級铁路是中国铁路等级中的一种。中国《铁路线路设计规范》中规定，新建铁路和改建铁路（或区段）的等级，应根据它们在铁路网中的作用、性质和远期的客货运量确定；其中，在路网中起骨干作用的、远期年客货运量≥20百万吨的铁路称为I級铁路。
在第六次大提速后，一些I级铁路的时速被提高到200-250公里，并开始开行动车组列车（既有线动车组列车），成为了中国高速铁路网的一部分。随着高速铁路建设的进展，既有线上的动车组被降回160公里的时速，有些车次也逐渐停运。2013年2月1日，2012年版《铁路主要技术政策》发布，既有线提速线路被移除出高速铁路的类别。另外，在2009年前，一些达到高速铁路的速度标准，但是仍有货车运营的线路，由于不符合客运专线的定义，被定义为I级铁路；在2009年12月1日《高速铁路设计规范》发布后，有货车运营的、达到高铁标准的线路被重新定义为高速铁路。